# Udayādityavarman II

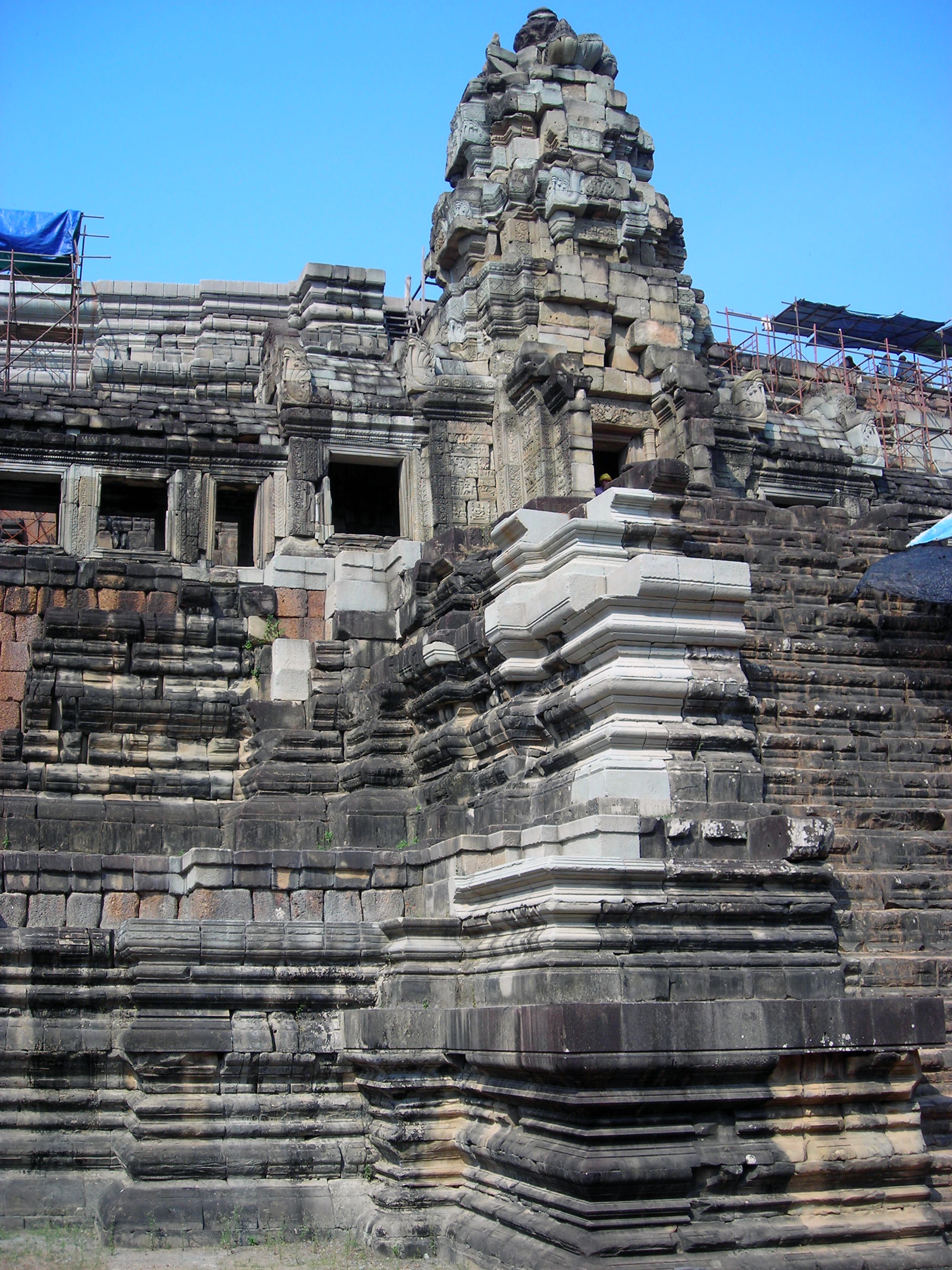
Le Baphûon en cours de restauration (2008).

Udayadityavarman II est un roi d'Angkor qui a régné de 1050 à 1066 apr. J.-C.
Petit-neveu et successeur de Suryavarman Ier, il a construit le temple du Baphûon, son temple d'État, pour honorer Shiva, bien que certaines sculptures soient dédiées au Bouddha. Il a également achevé la construction du réservoir du Baray occidental et bâti en son milieu l'îlot du Mebon occidental. Durant son règne, plusieurs tentatives de rébellions furent réprimées par son général, Sangrama.
C'est du règne d'Udayadityavarman II que date la stèle de Sdok Kok Thom (1053), qui est un élément fondamental dans l'épigraphie khmère.
À sa mort, le roi laissa le trône à son frère puîné Harshavarman III.